# Shangnan Lu
Shangnan Lu (chiń. 上南路站站) – stacja metra w Szanghaju, na linii 6. Zlokalizowana jest pomiędzy stacjami Huaxia Xi Lu i Lingyan Nan Lu. Została otwarta 29 grudnia 2007.